# 红色墨丘利

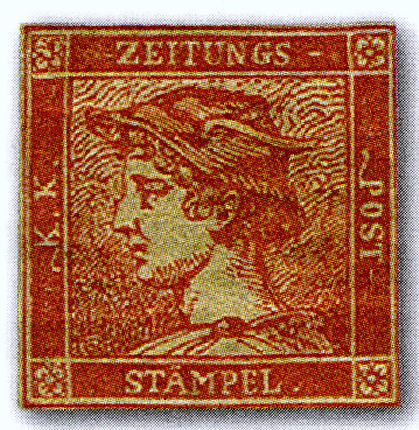

红色墨丘利邮票（Zinnober Merkur）是奥地利于1856年发行的一种报纸邮票（报社用于支付报纸投递邮资的邮票），因存世量极少而成为世界级珍邮。

## 红色墨丘利邮票历史

### 墨丘利报纸邮票
奥地利于1851年1月1日起发行报纸邮票，图案为罗马神话中为众神传递信息的使者墨丘利的侧面头像。邮票上墨丘利头戴插有双翅的帽子，由约瑟夫·阿克斯曼（Josef Axmann，1793-1873）雕刻。票面上没有印刷国家铭记，也没有面值，在墨丘利头像的上下左右四面分别印有“报纸”（ZEITUNGS）、“邮票”（STÄMPEL）、“皇家”（K.K.）和“邮政”（POST）的字样。
本系列邮票通过票面颜色来区别售价。最早面世的蓝色邮票，100枚售价60 kr（Kreuzer），每枚相当于0.6 kr，可以用于邮寄单份报纸。随后的黄色和玫瑰色，每枚分别售价6 kr（用于邮寄10份一捆的报纸）和30 kr（用于邮寄50份一捆的报纸）。

### 红色墨丘利邮票
1852年10月9日，由于高邮资的邮票需求量特别少，邮局将30 kr的玫瑰色邮票改做0.6 kr邮资使用。1856年3月20日起，原来邮资为6 kr的黄色邮票也被降为0.6 kr，同时，改用猩红色印刷同样图案的邮票，售价6 kr。
1858年11月1日，奥地利更改报纸邮票的设计图案，1851年起的墨丘利邮票停止发行。

## 珍稀程度
普通报纸邮票发行量巨大，但是由于报纸邮票贴在包装报纸的封皮上，封皮通常在报纸订户收到后就被撕开并丢弃，因此存世量并不大。
由于本来就很少有同一地址订阅10份或更多报纸的情况，高面值报纸邮票发行量极少。因为报纸邮票只有报社使用，不用担心未盖戳邮票被重新拿来使用，实寄的盖有邮戳的高面值报纸邮票就更加稀有。
红色墨丘利发行量和存世量都很少，可能只有7枚存世。2008年，一枚红色墨丘利在奥地利维也纳拍卖，起拍价2.2万欧元。

## 流行文化中的引用
克日什托夫·基斯洛夫斯基的电影《十诫》之十讲述了一个以红色墨丘利邮票为主线的故事：兄弟俩为了父亲的遗愿，甚至用肾脏去换回父亲失落已久的红色墨丘利邮票。